# 杨晓阳
杨晓阳（1958年—），陕西西安人，中国美术家，中国国家画院原院长，中国美术家协会副主席，第十二、十三届全国政协委员。